# The Little Shop of Horrors
The Little Shop of Horrors is een Amerikaanse filmkomedie uit 1960 onder regie van Roger Corman.

## Verhaal
Seymour Krelboyne is het stoethaspelende hulpje van een vrekkige bloemist. Hij slaagt erin een pratende bloem te kweken. Zijn bloem heeft echter ook mensenvlees nodig om te overleven.

## Rolverdeling
| Acteur             | Personage            |
| ------------------ | -------------------- |
| Jonathan Haze      | Seymour Krelboyne    |
| Jackie Joseph      | Audrey Fulquard      |
| Mel Welles         | Gravis Mushnick      |
| Dick Miller        | Burson Fouch         |
| Myrtle Vail        | Winifred Krelboyne   |
| Tammy Windsor      | Shirley              |
| Toby Michaels      | Vriend van Shirley   |
| Leola Wendorff     | Siddie Shiva         |
| Lynn Storey        | Hortense Fishtwanger |
| Wally Campo        | Joe Fink / Verteller |
| Jack Warford       | Frank Stoolie        |
| Meri Welles        | Leonora Clyde        |
| John Herman Shaner | Dr. Phoebus Farb     |
| Jack Nicholson     | Wilbur Force         |
| Dodie Drake        | Serveerster          |